# 杉乃井ホテル
杉乃井（すぎのいホテル）は、大分県別府市の別府八湯のひとつ観海寺温泉にある大型リゾートホテルである。運営は杉乃井ホテル&リゾート株式会社（オリックス不動産100%出資）。客室総数647室、収容宿泊客数約2,914名で、別府市では最大の規模を持つ。
2019年1月31日に、親会社のオリックス不動産が立ち上げた「ORIX HOTELS & RESORTS」ブランドの施設の一つとなった。このブランドにおいて当ホテルは温泉リゾートにカテゴライズされた後、2022年7月の再カテゴリで単館シリーズに分類されるようになった。

## 沿革
1944年8月、旅館杉の井館として開業。1966年に新館（のちのHana館）、1967年にスギノイパレス（劇場や大浴場を備えたレジャー施設）、1971年に本館を建設し、収容客数で別府一の巨大ホテルとなった。団体旅行客を主なターゲットとし、関西地区を中心にテレビCMを盛んに流すなどの積極的な広告宣伝戦略により、高度成長期には経営的に大きな成功を収めた。
1980年代以降、団体旅行客の減少や、施設の陳腐化などにより収益が悪化した。また、労使紛争の泥沼化で1990年にロックアウトが発生して、対外的な信用を大きく損なった。このため経営が行き詰まり、2001年5月に137億円の負債を抱えて民事再生法の適用を申請するに至った。再建にあたっては、所有と運営の分離が図られ、運営については加森観光がスポンサーとなり新設された「杉乃井リゾート株式会社」が行い、土地や施設はオリックス不動産が出資する「株式会社杉乃井ホテル」が所有することとなった。しかし、2008年9月1日、加森観光は保有していた「杉乃井リゾート株式会社」の全株式をオリックス不動産に売却し、杉乃井ホテルの所有及び運営はオリックス不動産グループに一元化された。
富山県黒部市の宇奈月温泉にある「宇奈月ニューオータニホテル」をオリックス不動産が買収し、2015年3月14日に「宇奈月杉乃井ホテル」としてリニューアルオープンした。杉乃井ホテルとしては初の系列施設であった（同ホテルは2017年12月からリニューアル工事のために休館。2018年9月に「黒部・宇奈月温泉 やまのは」に名称を変更しており、2019年3月にオープンした）。
2003年以降、老朽化した施設の更新が行われ、展望露天風呂「棚湯」、高齢者対応客室「Good Time Floor」、スパ施設「Spa the Ceada」などが新設されている。2003年11月にオープンした「棚湯」は、スギノイパレス内の旧「夢の大浴場」・「花の大浴場」を取り壊し、その跡地に新たに建設された日本最大級の露天風呂である。高台にある地形を活かして棚田状に広がる露天風呂からは、別府湾を一望することができる。2004年頃からは韓国や台湾からの団体客を積極的に誘致し、観光事業の国際化のビジネスモデルのひとつとして注目されている。2010年12月、新温泉施設「ザ アクアガーデン」がオープンした。2012年6月にはウエディングホールも完成。
2019年時点で本館、Hana館、中館の3棟の宿泊棟を有するが、2020年から大規模な建て替えに着手し、2025年までに宿泊棟2棟の新築、Hana館の建て替え（2021年12月1日に立て替えのため閉館）、本館の解体を行って、既に耐震工事を終えた中館と合わせて宿泊棟を4棟に拡張する計画を立てている。旧hana館は、建て替え後の名称が「星館」となることが2023年1月に決定し、2025年1月23日に開業予定であることが発表された。
2021年4月、新築する宿泊棟の一つである虹館が竣工（2021年7月1日開業）。同時にホテルのロゴを「別府温泉 杉乃井ホテル」をデザインしたものから「別府温泉 杉乃井」をデザインしたものに変更した。
2023年1月には、新宿泊棟の一つで杉乃井ホテルの新たなフラッグシップ棟となる宙館が開業した。
2025年1月の星館開業及び中館閉館によって、2019年から行われていた大規模リニューアルが完了する。

## 主要施設
- 虹館 - 8階建て、155室、2021年建設、2021年7月1日開業
- 宙館[14] - 336室、2023年1月26日開業
  - TERRACE & DINING SORA（宙館宿泊者専用ビュッフェレストラン）
- 星館[11] - 300室、2025年1月23日開業
  - 和ダイニング星 HOSHI（星館宿泊者専用ビュッフェレストラン）
- 杉乃井パレス（旧：スギノイパレス） - 様々な施設が揃ったエンターテインメント館
  - ワールドダイニング シーダパレス（ビュッフェレストラン）
  - 棚湯
  - ザ アクアガーデン
  - ウエディングホール
  - 星宙こみち SHOP&GAME（旧：１階売店・ゲームコーナー）
- アクアビート - 全天候型レジャープール（夏季期間のみ営業）
- SUGINOI BOWL&PARK（旧：スギノイボウル） - ボウリング場等
- 杉乃井ホール

### 過去の主要施設
- Hana館 - 13階建て、215室、1966年建設、2021年12月1日閉館[9]
- 本館 - 14階建て、369室、1971年建設、2023年1月16日閉館。
- 中館 - 7階建て、63室[16]。1961年建設。2025年1月6日閉館[15]。

### 杉乃井地熱発電所
1981年11月に自家発電用地熱発電所として運転を開始し、第2期工事によって出力が3,000kWとなった。その後、発電設備の更新により2006年1月に旧設備を廃止し、同年4月1日に認可出力1,900kWの新設備の運転を開始している。
当初はホテルでの使用電力よりも発電量が多く電力会社に送電していたが、その後、ホテル施設の増設や発電設備の老朽化によって自給率は1/2程度となった。新設備への更新後も自給率は同程度を保っている。
2007年4月にはソニー株式会社との間で地熱発電委託契約を締結し、年間1,000万kWhを基準量として、本発電所の電力の全量をグリーン電力証書化してソニーに発行している。
施設の見学は団体申込のみ可能で、京都大学大学院理学研究科附属地球熱学研究施設が提供するジオツアーのコースにも組み込まれている。

## アクセス
- 鉄道及びバス
  - JR九州日豊本線別府駅西口より
    - 無料シャトルバスを15分又は30分間隔で運行（別府駅西口前にあるホテルフジヨシの駐車場から乗車）[24]。
    - 亀の井バス 「スギノイパレス」行き（8番路線）で「スギノイパレス」停留所下車（約10分）。本数は1日5本。

  - かつては広島方面からの高速バス「別府ゆけむり号」（2017年1月9日をもって運行休止（路線廃止））に別府国際観光港で接続するシャトルバスを1日1往復運行していた。
- 車 - 大分自動車道別府ICより車で約5分[24]。